# Miyama (Quioto)
Miyama é uma cidade localizada no Distrito Kitakuwada, na Província de Quioto, Japão.
Em 2003, a cidade tinha uma população estimada de 5.070 habitantes e uma densidade demográfica de 14,89 pessoas por km². A área total era de 340,47 km².
Em 1 de janeiro de 2006, Miyama uniu-se com a cidades vizinhas de Sonobe, Hiyoshi e Yagi para formar a nova cidade de Nantan.